# 盟友金融公司
盟友金融公司（英語：Ally Financial Inc.），前身為通用汽车金融服务公司（英語：General Motors Acceptance Corporation，簡寫GMAC），曾為通用汽車的財務部門。目前總部位於美國密西根州底特律，在世界上擁有超過1500萬客戶，業務內容包含汽車貸款、保險、房屋貸款及線上直接銀行。
於2008年，通用汽車合作的6450間汽車經銷商中，有75%是由該公司提供融資服務。後來2007年－2008年環球金融危機發生時，通用汽車金融服務公司出現財務危機，轉而尋求美國聯邦政府的援助。在獲得援助後，所有權從通用汽車轉移到美國政府，並順應要求轉型為金融控股公司，並於2010年5月10日改名為盟友金融公司。2010年該公司開始出現盈餘，該會計年度報告中淨利為10.75億美元。2011年起，盟友金融公司開始規劃重新上市事宜，但直到2014年4月該公司普通股才重新上市。

## 歷史
前身為「通用汽车金融服务公司」（又稱「通用財務公司」），為通用汽車的財務部門。1919年成立於美國紐約，在全球有近700個分支機構及2萬名員工，營運於全球40個國家。其業務包括整套的財務方案，包括財務、保險、房屋貸款、及分期付款購車服務，並於1998年7月27日透過其子公司 GMAC Home Services, Inc. 自 "Better Homes and Gardens" 此註冊商標的擁有者麥里迪斯企業購買 Better Homes and Gardens 不動產。通用財務公司之後以 "Better Homes" 此商標註冊了一段時間，並以 "GMAC Real Estate" 之名稱繼續經營這部分的不動產加盟事業。
除此之外，通用財務公司也擁有網路公司ditech.com。
2006年4月3日，通用汽车发布消息称，已经同意以140亿美元的价格将GMAC51%股权出售给对冲基金Cerberus Capital牵头的财团。
2008年12月24日，美國聯準會接受當時為GMAC的申請，轉型為金融控股公司，以取得資格獲得美國財政部數十億美元的援助，以確保這間瀕臨破產的公司的生還能力。
2009年5月15日，通用財務公司銀行業務單位改名為盟友銀行（Ally Bank）。
2010年5月10日，通用財務公司改名為盟友金融公司。
2014年3月28日，根據盟友金融公司最新公布，公開售股的招股價介乎25至28美元，發售股數為9500萬，全數來自美國財政部，集資額介乎23.8億至26.6億美元。如果上市包銷團要求，華府會額外出售1430萬股，令到集資額最多達30.6億美元。計及行使額外配發權，美國財政部在上市後持有的股數只餘下6810萬股。
2014年4月10日，該公司普通股以NYSE:ALLY代號在紐約證券交易所重新上市。

## 另見
- 通用汽車

## 外部連結
- 通用國際財務管理股份有限公司